# (33193) Emhyr
1998 FO47 (asteroide 33193) é um asteroide da cintura principal. Possui uma excentricidade de 0.08302790 e uma inclinação de 1.62538º.
Este asteroide foi descoberto no dia 20 de março de 1998 por LINEAR em Socorro.